# الشرف مغوغة
الشرف مغوغة (بالأمازيغية: ⵛⵔⴼ ⵎⵖⵓⵖⴰ) هي مقاطعة مغربية تقع بمدينة طنجة في عمالة طنجة أصيلة، جهة طنجة تطوان الحسيمة، شمال المملكة المغربية. تأوي مقاطعة الشرف مغوغة 201,122 نسمة حسب الإحصاء الرسمي لسنة 2014، وتبلغ مساحتها 29.64 كيلومتر مربع. يحدها من الغرب كل من مقاطعة طنجة المدينة ومقاطعة الشرف السواني ومن الشمال البحر الأبيض المتوسط وتحدها مقاطعة بني مكادة من الجنوب والجنوب الغربي بينما يحدها إقليم الفحص أنجرة من الشرق. 

## التسمية
تعود تسمية المقاطعة إلى أهم الأحياء التي توجد داخل نطاقها الجغرافي وهي حي مغوغة الذي يضم منطقة مغوغة الصناعية وحي الشرف الذي يقع بهضبة الشرف. تقول الشائعاتُ أن تسمية منطقة مغوغة ترجع إلى كلمة «مغوغ» (بالإنجليزية: Magog)‏ والتي تعني «مأجوج» المقتطفة من اسم قبيلة يأجوج ومأجوج المذكورة في الديانات الإبراهيمية بحيث أُطلق هذا الاسم قديماً على قبيلة من قبائل هوارة التي استوطنت شمال أفريقيا.

## الأحياء والمناطق
تتكون مقاطعة الشرف مغوغة من عدة أحياء وهي: علي باي، العالية، اعزيب، ابن كيران، المنظر الجميل، الشرف، الادريسية، فاطمة الزهراء، لاس كوليناس، مبروك، موح باكو، بوحوت، النزاهة، السوريين، طريق تطوان، مغوغة، مغوغة الصناعية، الأمل، مالاباطا، الدراوة، الأطلنتيك، حومة 12، العزيفات، المرابط، أرض الدولة، النهضة، السانية، فيلا هارز، مولاي علي الشريف، الرابوز، طنجة البالية، الزوفري، عين البير، الدروج، حي الزايديين.
تشغل معظم أحياء المقاطعة المهام الصناعية والسياحية، فهي تكتسب مكانة اقتصادية هامة، حيث أن معظم أحيائها من الأحياء الراقية، في حين أن الباقي منها عبارة عن منتجعات سياحية كمالاباطا وطنجة سيتي سنتر أو مناطق صناعية كمغوغة.